# エンスラポイド作戦
エンスラポイド作戦（エンスラポイドさくせん、英語: Operation Anthropoid）は、第二次世界大戦中、大英帝国政府とチェコスロバキア駐英亡命政府により計画された、ドイツ国のベーメン・メーレン保護領副総督のラインハルト・ハイドリヒの暗殺作戦のコードネームである。
ハイドリヒは、ナチスの秘密警察を束ねる国家保安本部の長官であり、ユダヤ人や他の人種の虐殺に対する「ユダヤ人問題の最終的解決」（ナチスはユダヤ人や少数民族の絶滅政策のことを婉曲的に「最終的解決」と称していた）を行うナチスの主要計画遂行者であった。「エンスラポイド」は英語で類人猿という意味である。

## 背景

### ハイドリヒ副総督就任までの経緯
1939年3月14日から3月15日にかけて、ドイツ国総統アドルフ・ヒトラーは、チェコスロバキアのエミール・ハーハ大統領をドイツの首都ベルリンへ召還し、ハーハに対してまずスロバキア共和国として独立させ、さらにチェコの部分をドイツ国に編入することを強要した。抗う力を持たないハーハは併合を認める署名をした。3月16日にこの領土は「ベーメン・メーレン保護領」と名づけられた。4月5日にはコンスタンティン・フォン・ノイラート男爵がベーメン・メーレン保護領総督として同地に派遣された。また同日、ベーメン・メーレン保護領総督付次官（警察業務を司る親衛隊及び警察指導者）としてカール・ヘルマン・フランクも派遣された。以降しばらくの間、この2人によってベーメン・メーレン保護領は統治された。
第二次世界大戦中、ベーメンはルール地方と並ぶナチス・ドイツ最大の軍需工業地だった。アルベルト・シュペーアによればドイツ軍の戦車の3分の1、軽機関銃の40%はベーメンで生産していたという。ところが、総督ノイラート男爵の政策は、融和的すぎてストライキや抵抗運動が多発し、同地の兵器生産力が20％近く落ちていた。
業を煮やしたヒトラーは1941年9月19日から24日にかけてノイラートとフランクを自身の本営「狼の巣」へ呼び出し、チェコ人に寛容すぎる政策を叱責の上、ノイラートに長期休暇を命じた。また、ヒトラーはノイラートに代わる統治者としてラインハルト・ハイドリヒを副総督に任命することを告げた。ノイラートはこの際にヒトラーに総督職の辞任を申し出たが却下され、ノイラートは形式的に総督に残留しながら休職処分を受けるという形になった。1941年9月27日、正式にハイドリヒをベーメン・メーレン保護領副総督に任命するヒトラーの辞令が下り、ハイドリヒは翌28日にプラハに着任した。

### ハイドリヒの統治

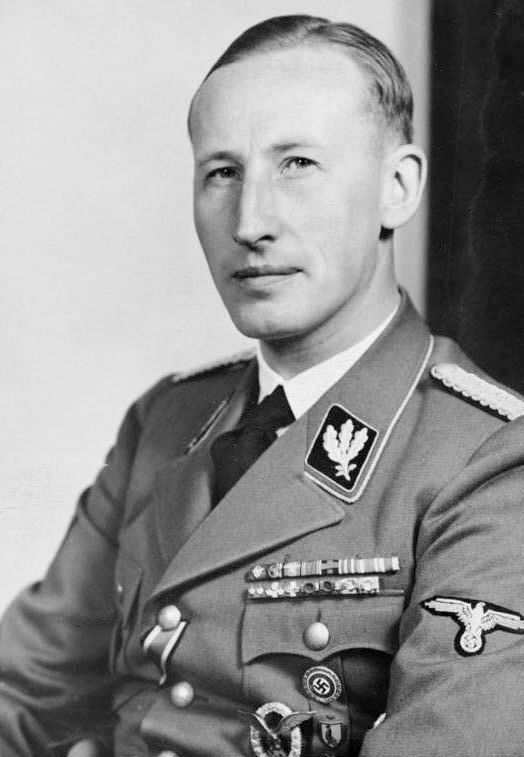
1940年のラインハルト・ハイドリヒ親衛隊中将（当時）

ラインハルト・ハイドリヒは、親衛隊（SS）でハインリヒ・ヒムラーに次ぐ実力者だった人物でゲシュタポ（国家秘密警察）、親衛隊保安部（SD）、刑事警察を統括する巨大警察組織国家保安本部（RSHA）の長官であった。彼はナチスに反抗する人間を取り除く役目を担っており、ユダヤ人虐殺計画の主要な遂行者であった。彼はヒトラーやナチスの陰謀のほとんどに参加し、ナチス政権において重要な政治的地位を築いていた。彼はその能力と権力により、多くのナチスの要人や国防軍の高官たちから恐れられていた。その残忍性によって、ハイドリヒは「金髪の獣」「絞首刑人」の通り名で呼ばれていた。
ハイドリヒは「飴と鞭」の統治でベーメン・メーレン保護領を支配した。ハイドリヒは到着と同時にチェコ全土に戒厳令を敷き、即決裁判所を設置させ、反体制派の指導者層（中産階級のインテリ層）を次々と逮捕して死刑に処した。チェコ首相アロイス・エリアーシも逮捕されて死刑判決を受けた。繰り返される処刑からハイドリヒは「プラハの虐殺者」という新たな通り名を得ることとなった。一方、ハイドリヒは労働者階級に対しては懐柔する政策を取った。労働者の食糧配給と年金支給額を増加させ、チェコの歴史で初めての雇用保険を創出させた。また、カールスバートのリゾートホテルなどを接収して労働者の保養地として開放するなどもした。そのため労働者階級は中産階級インテリ層の起こす抵抗運動に参加することはなくなり、チェコの抵抗運動は手足を失って死滅していった。
ハイドリヒは、プラハでは「人間味ある総督」に見せようと心がけていた。記者にリナや幼い子らと一緒にいる写真をよく撮らせていた。また一家は重々しいプラハ城に定住せず、プラハ郊外にあるパネンスケー・ブルジェジャニ に所領をもってそこで暮らした。自身の乗用車である「SS-3」のナンバープレートのメルセデス・ベンツもオープンカーの状態にしてプラハ市民に自分の姿がよく見えるように走らせることが多かった。威圧的にならぬよう護衛車両をつけることもあまりしなかった。ヒムラーはプラハ訪問中にハイドリヒの個人警護が少なすぎると懸念し、警護をもっと増やすよう命じており、またヒトラーもハイドリヒの警護に無頓着な態度を頻繁に戒めていたが、ハイドリヒは最後まで耳を貸さなかった。結果的にはこれが命取りとなった。

### 英国・チェコ亡命政府の動き

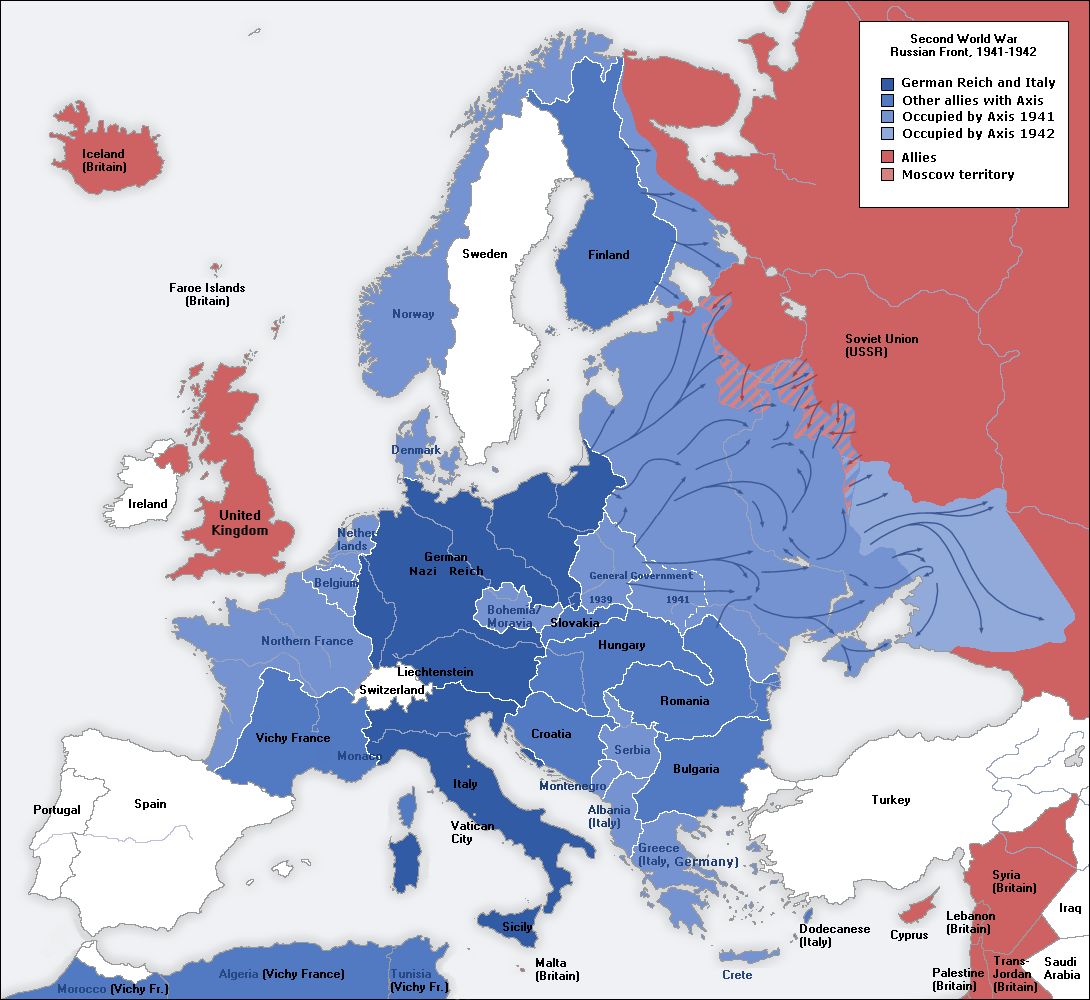
1941-1942年のナチスの支配地域

1941年12月までに、アドルフ・ヒトラーはヨーロッパのほぼ全土を支配していた。このころドイツ軍はソビエト連邦の首都モスクワに迫っており、連合国はソビエト連邦の降伏は時間の問題と考えていた。当時、ベーメン地方はドイツ国防軍の戦車の3分の1、軽機関銃の40%を生産する重要な軍需産業地だった。ハイドリヒにベーメン・メーレン保護領統治を成功されて軍需生産を活性化されることは、大英帝国はじめ連合国にとって極めて危険なことであった。
またエドヴァルド・ベネシュ率いるチェコスロバキア駐英亡命政府は、1939年3月から始まったドイツ占領以来、ベーメン・メーレン保護領で目に見える抵抗がほとんどなかったことに対し、イギリス情報部からの圧力をうけていた。チェコスロバキア亡命政府は、チェコの人々に希望を与え、チェコスロバキアが連合国側であることを示す何らかの行動を起こす必要があると感じていた。チェコ情報部将校のフランティシェク・モラベッツ中佐(František Moravec)は、ドイツがチェコを占領する直前の1939年3月14日に国外脱出して、駐英チェコ亡命政府下でドイツに対する抵抗活動を開始していた。そしてイギリスのスパイ部隊である特殊作戦執行部(Special Operations Executive, SOE)の設立に伴い、チェコ人・スロバキア人を諜報要員として育成し、この諜報機関の特別任務や作戦に派遣していた。英国はチェコ諜報網からのドイツ情報を必要とし、駐英チェコ亡命政府はドイツ占領下チェコスロバキア国内での地下活動・抵抗運動の強化・支援を行う必要があった。

### 作戦検討

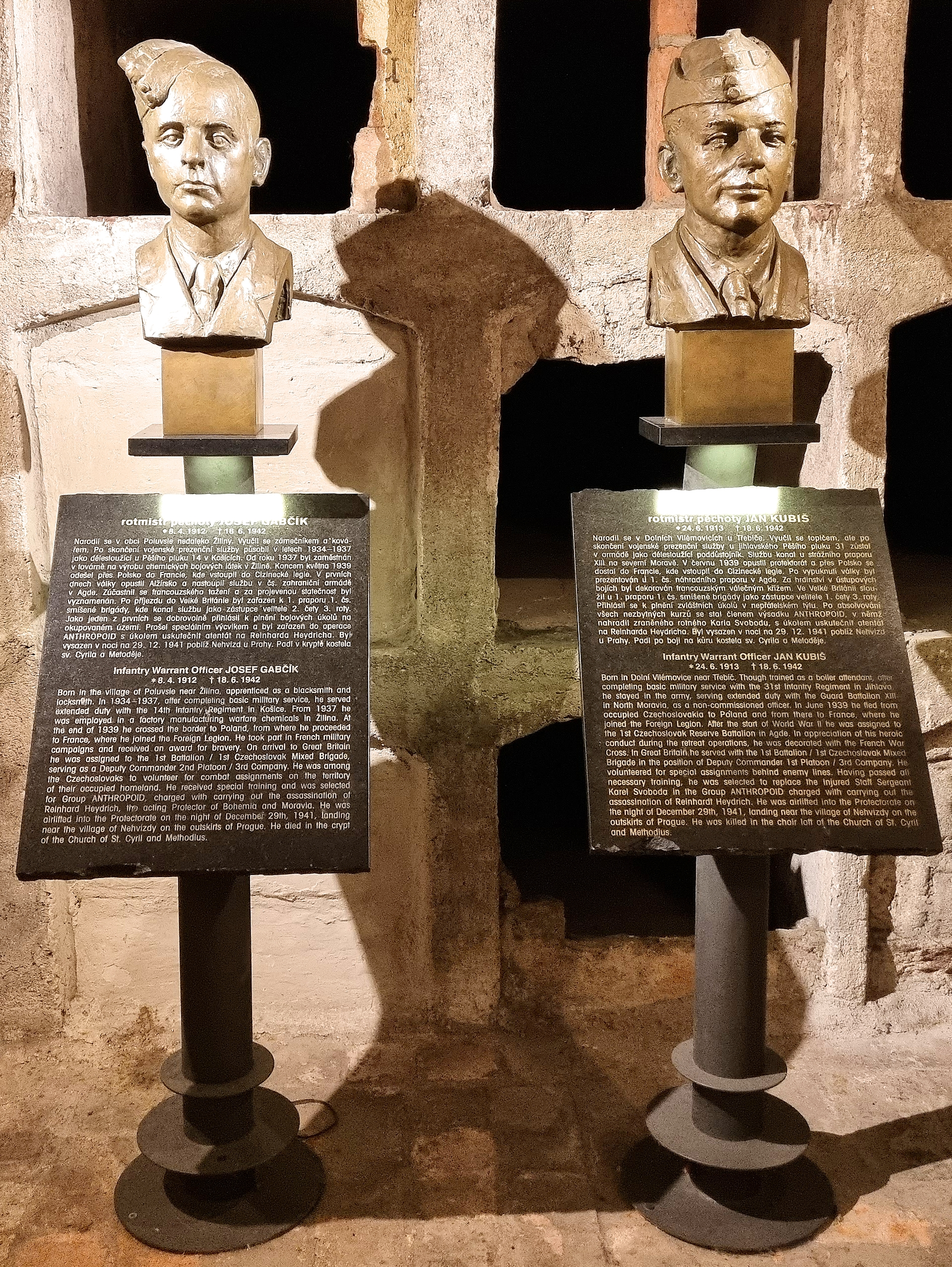
ガブチークおよびクビシュの胸像

1941年10月3日、ロンドンでの作戦会議に於いてはハイドリヒまたはカール・ヘルマン・フランク（国務相）をターゲットとした計画がモラベッツ大佐により立案下命された。それは10月28日のチェコスロバキア創立記念日を暗殺実行日として、ヨゼフ・ガプチークとカレル・スヴォボダ(Karel Svoboda)の2人の軍曹が実行メンバーに指名され、彼らの英国出発日は10月10日とされた。しかしその後、出発予定日までにスヴォボダが訓練中に負傷したことと悪天候によりこの計画は延期された。そして負傷したスヴォボダの後任としてヤン・クビシュが指名された。”ANTHROPOID/アンソロポイド"という特殊工作班コードネームでガブチークとクビシュはチェコに降下する準備を進め、最終的に二人はフランクではなくハイドリヒを標的とするように命令を受けた。

## 作戦

### チェコスロバキアへの潜入
1941年12月28日、2人は2つの他のグループ（コードネームはシルバーAとシルバーB）と共にハンドレページ ハリファックスに搭乗し、ウェスト・サセックスのタングミア空軍基地を22時に離陸した。シルバーAはアルフレート・バルトシュ少尉（Alfred Bartos）、ヨーゼフ・バルチーク軍曹（Josef Valcik）、イリ・ポトゥチェク通信士（Jiri Potucek）の3名で構成され、その任務はチェコの抵抗運動組織との接触を確立し、ロンドンとの連絡を確保することだった。シルバーBはヤン・ゼメク（Jan Zemek）とウラジミール・サシャ（Vladimir Skacha）の2名で送信機を携行しており、通信連絡をする任務が与えられていた。3つのグループは、あらかじめ決められていたチェコ内部の3つの地点に降下する予定だった。しかしどのグループも予定されていた地点には着地できなかった。実行部隊は、予定していたプラハ西方のピルゼン近くではなく、プラハ東方12マイルのネフヴィズディ近くに着地した。幸運にも彼らはその土地の人々に助けられ、地元の抵抗運動グループと連絡を取ってもらい、1月までにはプラハの隠れ家に入ることができた。2月には、ピルゼンに落ち着いていたシルバーAのバルチークとの連絡も確立した。

### 潜入後の具体的な作戦検討

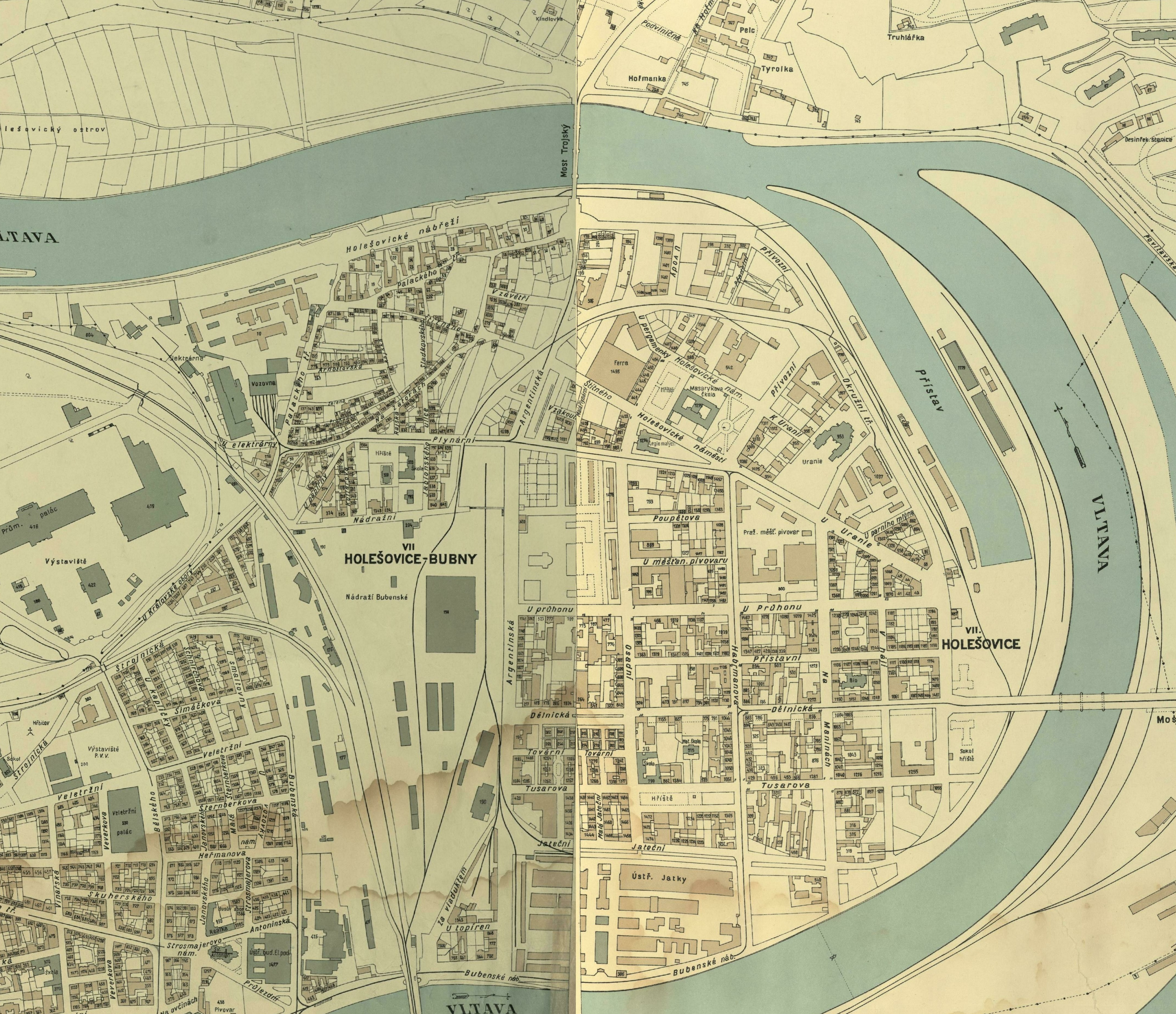
ホレショヴィツェの地図（1938年）

ガブチークとクビシュは、ハイドリヒの情報を収集しながら具体的な実行計画を幾つか検討していた。しばしば行われるベルリン訪問の列車搭乗時に、プラハ北のロイヤルパーク駅付近における対戦車ライフルでの狙撃、更に北方のリベレツ方面での線路または列車の爆破等の計画素案はいずれも実行が見送られ、彼らは別の確実な襲撃計画を模索した。
ハイドリヒはプラハ郊外北方約24キロのパネンスケー・プジェジャニに家族と共に住んでいた。毎朝、運転手付きの専用車（メルセデス・ベンツ 320）がハイドリヒの家まで迎えに行き、彼をプラハまで送り届けていた。朝9時頃自宅を出発後、村の郊外で護衛車両と合流して45分の移動時間だった。ハイドリヒの住居およびプラハでの執務場所は厳重に警備されていたが、毎朝の移動時はハイドリヒはオープンカーの状態で専用車の前席に座っており、襲撃計画の立案が出来そうだった。移動経路内の開けた田園地帯で直線道路に金属ワイヤーを張り車を停車させた上で銃撃するプランは、実行後の護衛車両の追跡から逃れることが不可能だと考えられた。ガブチークとクビシュは、ハイドリヒの移動ルート調査をしている中でプラハ北部郊外のホレショヴィツェを襲撃候補地点として見つけることができた。そこはキルヒマイヤー通りからクライン・ホレショヴィッツァー通りへ右折する地点で、道路は広く2本のトラム路線が中央を走っていたが、下り坂でヘアピン状の右折カーブ地点で車は時速20キロ以下まで減速する必要があり、近くにトラムの停留所があることで、曲がり角近くで襲撃待機していても怪しまれる可能性は低いと考えられた。またドイツがプラハを占領した際に車両交通を左側走行から右側走行に変更した事で、車両が右折する際には内側の歩道側近くを走行する場所となっており、ここを理想的な襲撃地点として二人は詳細な計画立案をすすめた。

### 襲撃準備
ガブチークらがチェコに潜入して4ヶ月が経ったころ、ハイドリヒの執務室があるプラハ城に潜入している抵抗運動協力者より、彼のチェコでの任期が間もなく満了する情報がもたらされており、時間的余裕は無くなっていた。ロンドンの駐英チェコ亡命政府からの最終的な作戦実行司令が5月20日に届き、実行日は7日後の5月27日とされた。実際の襲撃は、実行メンバー2名に加えて、シルバーAのバルチークを見張り役、アドルフ・オパールカ少尉（Adolf Opalka）を支援指示役とした計4名で行われた。オパールカ少尉は「アウト・ディスタンス作戦」のリーダーとしてカレル・チュルダ（Karel Čurda）、イヴァン・コラリク（Ivan Kolařík）と共に3月28日にチェコに降下潜入していた。クビシュはイギリス製のNo.73手榴弾の改造型2個を携行し、ガブチークは分解したステンMk.II短機関銃と予備マガジン一本を携行していた。2人はそれぞれコルトM1903拳銃も携行していた（理由は不明だが、ガブチークは信管無しのNo.73手榴弾も携行していた）。ガブチークが短機関銃でのハイドリヒ狙撃を実行予定で、クビシュの手榴弾は緊急時用であった。

### 襲撃

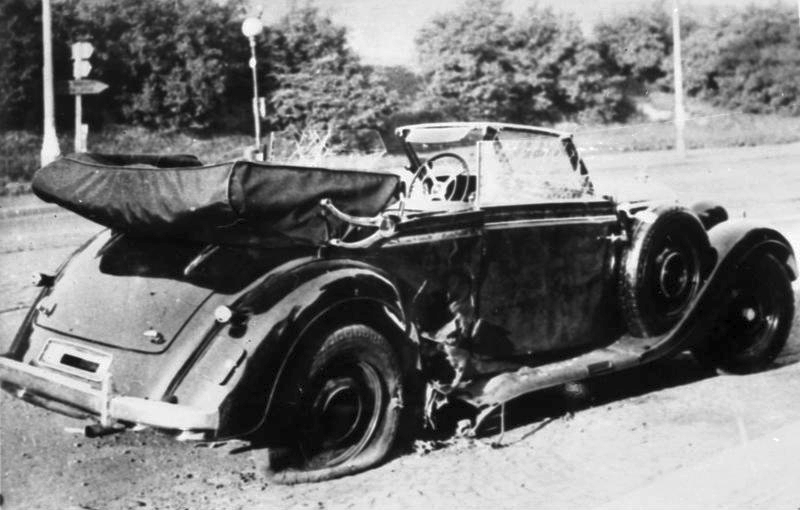
手榴弾で右側のフェンダーを破壊されたハイドリヒのメルセデス・ベンツ 320

1942年5月27日、午前8時30分頃までに襲撃メンバーの4人は予定の待ち伏せ地点に到着し、それぞれの持場についていた。クビシュとガブチークはヘアピンカーブ内側の歩道で、オパールカは道路の反対側の全体を見渡せる地点で、バルチークはカーブから北方面に坂を登ったキルヒマイヤー通り沿いでハイドリヒを待ち受けていた。ガブチークは組み立てたステンMk.II短機関銃をレインコートの中に隠し持ち、クビシュはガブチークより数ヤード下り坂側にいた。
ハイドリヒはいつもならば、9時30分頃に襲撃地点付近を通過する毎日だったが、その日はパネンスケー・プジェジャニの自宅出発が10時頃と遅くなっていた。アンソロポイドが待ち伏せている襲撃地点にハイドリヒは10時30分過ぎに現れた。車が右折カーブに差し掛かったところで、歩道から歩み出たガブチークが銃を構えてハイドリヒに向けて発砲しようとしたが、ステン短機関銃の構造上の問題に由来すると思われる装弾不良で弾は出なかった。ハイドリヒと運転手のクラインもガブチークの存在に気付き、ハイドリヒはクラインに停車するように命じた。ハイドリヒとクラインはガブチークに反撃すべく、自分たちの拳銃に手を掛けた。ガブチークが発砲しないのを見たクビシュは、改造手榴弾をハイドリヒの車めがけて投げつけ、手榴弾は車の右後輪付近で爆発した。その破片は車の右後輪を破裂させ、右後部車体は穴が開くほど破壊された。同時にクビシュは、あまりにも近距離から手榴弾を投げたため、自分もその爆発で胸部と顔に軽傷を負った。
クビシュは道路の反対側に置いてあった自分の自転車に乗り、キルヒマイヤー通りの坂を下りプラハ市街方面に向かって逃走した。一方ガブチークは動作しなかったステン短機関銃を捨て逃走を始めようとしたが、ハイドリヒの車と同時にカーブに差し掛かり停止した電車と、その電車から出てきた乗客に遮られて、自分の自転車が置いてある道路の反対側に渡ることが出来ず自転車で逃走する事を諦め、ハイドリヒの車が走ってきた方向（キルヒマイヤー通りをプラハ市街と反対の方向）に走って逃げることとなった。手榴弾の爆発で負傷したハイドリヒは、クラインに襲撃者の追跡を命じた。クラインは最初にクビシュを追いかけようとしたが、彼が自転車で逃げ去ってしまったので、徒歩で逆方向に逃げ出したガブチークの後を追った。ガブチークとクラインは拳銃を打ち合いながら追跡逃走劇を繰り広げ、ガブチークはキルヒマイヤー通りの坂を登り一本目の道（独名：Kolingarten、チェコ旧名称：Kolinske、現在はGabcikova）を左に入り、そこを直進した二本目の通り（Pomezni）を左折したところにある肉屋（Brauner's）に逃げ込んだ。店主はゲシュタポとも繋がりのあるドイツ協力者だったので、逆に店を飛び出し、追いかけてきたクラインにガブチークが店内に潜んでいる事を教えた。ここでの撃ち合いでガブチークはクラインの太腿に命中弾を与え、走れなくなったクラインを振り切って逃走することに成功した。負傷したハイドリヒは通りかかったトラックに載せられて、襲撃現場から近くのブロフカ病院（Bulovka）に搬送された。

### ハイドリヒの死
襲撃されたハイドリヒは、病院に到着後ただちにチェコ人医師の診断を受けた。彼の傷は表面だけのように見えたが、X線検査で、肋骨の骨折、横隔膜破裂、膵臓に異物が入っているなどの重傷であり、手術を受けなければならない状況だった。ハイドリヒはチェコ人医師による手術を拒否して、ベルリンからドイツ人専門医を派遣する事を要求した。しかしその後、プラハ在住のドイツ人医師による手術を受けることに同意した。正午過ぎに手術が開始され異物は体内から取り除かれた。5月31日にはハインリヒ・ヒムラーがプラハの病院にハイドリヒを見舞い、二人は短い会話をすることができた。しかし二日後には、胃腔で感染症が発症し体温も上昇、昏睡状態に陥った。襲撃から8日後の6月4日早朝、敗血症で死亡した。ハイドリヒの遺体は2日間プラハ城に安置された後、ベルリンに移送され、6月9日に国葬が行われた。

### 死因と陰謀説
ヒムラーは、自身で彼の安否を確認しようとし、自身が派遣した個人的な医師が現地につくまで、チェコの医師や軍医にはハイドリヒを治療する許可が出なかった。結果6月4日にハイドリヒは死亡したが、ヒムラーが送った医師たちは、ハイドリヒの車の内装に使用していた馬の毛が手榴弾の爆発で破片とともに彼の体に入り、自分たちの薬では治療できない全身の感染を引き起こし、彼は「敗血症」で死亡したと報告した。
しかし、ヒムラーはハイドリヒの権勢を恐れていた節もあり、これらの診断の内容が妥当かどうかは、一部の人間の間で憶測を生んだ。因みに、ハイドリヒは冷徹な仕事ぶりから親衛隊内部でも敵が多く、武装親衛隊将官のヨーゼフ・ディートリヒに至っては「あの雌豚も遂にくたばったか！」と歓喜したという。
この他、手榴弾にはイギリスが開発していた生物兵器のボツリヌス菌が密かに仕込まれており、これの神経毒により死亡したという説もあるが、確証はない。

## 結果

### 報復
ヒトラーは、親衛隊とゲシュタポにハイドリヒを殺した人間を探し出し、「血の報復」を命令した。最初、ヒトラーは広範囲のチェコの人々を殺そうとした。しかし協議の結果、彼はその責任を数千人に限定した。チェコはすでにドイツ軍にとって重要な工業地域となっており、見境の無いチェコ人の殺害は生産性を減らすと考えられたからである。結局、1万3千人の人々が殺害された。有名な事件として、リディツェとレジャーキの2つの村の住人が虐殺されたものがある。
イギリス首相ウィンストン・チャーチルはこれに対して、ナチスが破壊したチェコの村ひとつにつきドイツの三つの村を破壊することを提案した。しかし連合国はリスクの高さを懸念し、実行はされなかった。ハイドリヒが殺された2年後、ヒトラーの暗殺を目的としたフォックスレイ作戦が立てられたが、これも中止となった。結局エンスラポイド作戦は、ナチス高官を暗殺する計画のうちで、実行され、成功した唯一のケースであった。

### 暗殺者の逮捕

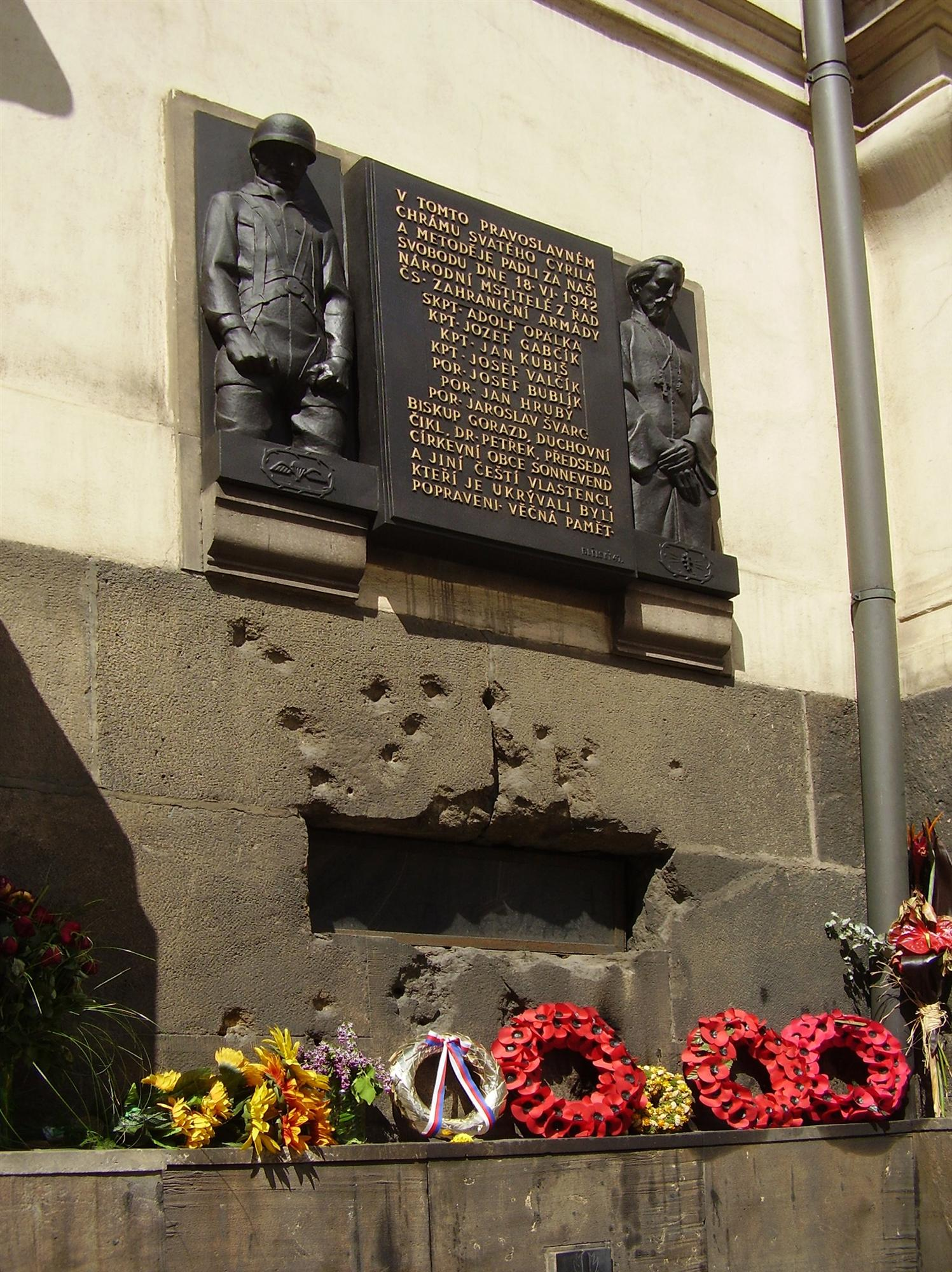
聖ツィリル・メトデイ正教大聖堂の暗殺実行者達が立てこもった地下室の窓と、その上に設けられた実行者達を記念する銘板。窓の周りに銃痕が残っている。

暗殺の実行者は、プラハの二つの家族にかくまわれ、後にプラハにある正教会の大聖堂、聖ツィリル・メトデイ正教大聖堂に隠れた。ゲシュタポは、サボタージュを目標としたグループ「アウトディスタンス」のメンバーであったカレル・チュルダ（en）が100万ライヒスマルクの報奨金目当てにチームのその地の接触先を密告するまで、彼らを発見できなかった。
チュルダは、ジズコフのモラヴェック家の家族を含む、インドラのグループに提供されたセーフハウスを密告した。6月17日午前5時、モラヴェック家の住まいがゲシュタポの手入れを受けた。家族はゲシュタポがアパートを捜索する間廊下に立たされていたが、モラヴェック夫人はトイレに行く許可を受け、その隙に隠し持っていた青酸カプセルで自殺した。夫は家族のレジスタンスとの関係を知らなかったが、息子のアタと共にペケック・パラクに連れて行かれた。ここでアタは一日中拷問にあった。彼はブランデーで酔わされ、水槽に入った母親の切断された首を見せられた。最終的に、アタはゲシュタポに彼が知っていることを全て自供した。親衛隊は教会を包囲したが、700人以上のナチスの部隊が作戦を行ったにもかかわらず、ナチスは実行者たちを生きたまま捕らえることができなかった。クビシュを含めた3人は、銃撃戦の末に大聖堂で殺害された。ガプチークを含んだ4人は、捕虜になるのを避けるため地下室に逃げ込んだが、水責めに遭って追い詰められ、全員が自殺した。
チュルダはドイツの偽名とドイツ人妻を得たが、戦後の1947年、自殺に失敗してナチス協力の罪で逮捕・処刑された。

### 政治的影響と余波
作戦の成功は、イギリスと自由フランスにミュンヘン会談の内容を破棄させた。これは、ナチスを敗北させた後、ズデーテンラントはチェコスロバキアに戻されることへの同意を意味した。また、チェコスロバキア領内のドイツ人を追放するという考えへの同意でもあった。
ハイドリヒはナチスの重要人物の1人であったため、二つの大きな葬儀が行われた。ひとつはプラハで行われ、数千人の親衛隊員がトーチを持ってプラハ城まで並んだ。二つ目はベルリンで催され、参列したヒトラーはハイドリヒの枕元にドイツ勲章と血の勲章のメダルを置いた。

## エンスラポイド作戦を題材とした作品

### 出版
- 小説 ローラン・ビネ『HHhH（プラハ、1942年）』（日本語版：高橋啓訳 ISBN 978-4-488-01655-5）

### 映画
- 1943年の映画『死刑執行人もまた死す』(Hangmen Also Die)
- 1943年の映画『ヒットラーの狂人（英語版）』（Hitler's Madman）
- 1964年の映画『暗殺（英語版）』(Atentát)
- 1971年の映画『抵抗のプラハ』(Klic)
- 1975年の映画『暁の7人』(Operation Daybreak)
- 2016年の映画『ハイドリヒを撃て!「ナチの野獣」暗殺作戦』(Anthropoid)
- 2017年の映画『ナチス第三の男』(The Man with the Iron heart) - 『HHhH（プラハ、1942年）』の映画化

### 音楽
- イギリスのロックバンド、ブリティッシュ・シー・パワーの楽曲、"A Lovely Day Tomorrow"の下敷きとなった。元々B面の歌は、チェコのバンドThe Ecstasy of St. Theresaにより、2004年限定版として英語とチェコ語(Zítra bude krásný den)で再録音された。